# 松濤館二十訓

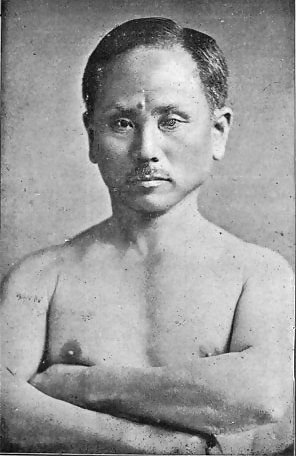
船越義珍

松濤館二十訓（しょうとうかんにじゅっくん）は船越義珍が作成した、空手道を稽古する上での教え。松濤（しょうとう）は船越の雅号である。元は空手道二十訓であり、松濤翁二十訓、松濤訓二十ヶ条など様々な呼び名がある。空手を学ぶすべての者は、これらの原則を活かし、学び、伝承することが期待されている。

## 歴史
船越は幼少期から空手を学び、日本全土にその技を広めるために尽力し 、彼の弟子を指導するために二十訓を記した。

## 教訓

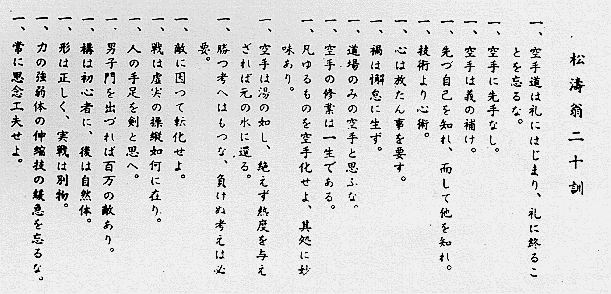
松濤翁二十訓の書影

松濤館二十訓は1890年頃に文書化されたとされているが 、1938年に仲宗根源和が刊行した『空手道大鑑』に掲載され、はじめて公開された。
一、空手道は礼に始まり、礼に終る事を忘るな。
一、空手に先手なし。
一、空手は義の補（たす）け。
一、先（ま）づ自己を知れ、而（しこう）して他を知れ。
一、技術より心術。
一、心は放（はな）たん事を要す。
一、禍（わざわい）は懈怠（かいたい）に生ず。
一、道場のみの空手と思ふな。
一、空手の修業は一生である。
一、凡（あら）ゆるものを空手化せよ、其処に妙味あり。
一、空手は湯の如し、絶えず熱度を与えざれば元の水に還（かえ）る。
一、勝つ考は持つな、負けぬ考は必要。
一、敵に因（よ）って轉化（てんか）せよ。
一、戦は虚実の操縦如何（いかん）に在（あ）り。
一、人の手足を剣と思へ。
一、男子門を出づれば百万の敵あり。
一、構（かまえ）は初心者に、後は自然体。
一、形（かたち）は正しく、実戦は別物。
一、力の強弱（きょうじゃく）体の伸縮（しんしゅく）技の緩急を忘るな。
一、常に思念工夫せよ。
これらの教えに番号や順序はなく、これはそれぞれが同等の重要性を持つことを示している。